# 1835 no Brasil
Esta é uma cronologia dos fatos acontecimentos de ano 1835 no Brasil.

## Incumbente
- Imperador – D. Pedro II (9 de abril de 1831-15 de novembro de 1889)

## Eventos
- 6 de janeiro: A revolta popular na Província do Grão-Pará conhecida como Cabanagem, que uniu: índios, mestiços, e integrantes da classe média, contra o príncipe regente Pedro I.
- 24 a 25 de janeiro: A revolta dos escravos muçulmanos, conhecida como Revolta dos Malês, ocorre em Salvador, capital da Província da Bahia.[1][2][3]
- 7 de Abril: Diogo Feijó ganhou a Eleição para regente do Brasil por apenas uma diferença de aproximadamente 600 votos.
- 1835 à 1845, ocorreu a revolta farroupilha conhecida como revolta dos farrapos, ocorrida no Rio Grande do Sul.